# Erie County (Ohio)
Erie County ist ein County im Bundesstaat Ohio der Vereinigten Staaten. Der Verwaltungssitz (County Seat) ist Sandusky.

## Geographie
Das County liegt im Norden von Ohio, grenzt an den Eriesee, den südlichsten der fünf Großen Seen, und hat eine Fläche von 1622 Quadratkilometern, wovon 660 Quadratkilometer Wasserfläche sind. Es grenzt im Uhrzeigersinn an folgende Countys: Lorain County, Huron County, Sandusky County und Ottawa County.

## Geschichte
Erie County wurde am 15. März 1838 aus Teilen des Huron County und des Sandusky County gebildet. Benannt wurde es nach dem nordamerikanischen Indianervolk der Erie.
Zwei Orte im County haben den Status einer National Historic Landmark: das Thomas Alva Edison Birthplace und die Spacecraft Propulsion Research Facility. 178 Bauwerke und Stätten des Countys sind im National Register of Historic Places eingetragen (Stand 13. April 2018).

## Demografische Daten

Alterspyramide des Erie County

Nach der Volkszählung im Jahr 2000 lebten im Erie County 79.551 Menschen. Davon wohnten 1.868 Personen in Sammelunterkünften, die anderen Einwohner lebten in 31.727 Haushalten und 21.764 Familien. Die Bevölkerungsdichte betrug 121 Einwohner pro Quadratkilometer. Ethnisch betrachtet setzte sich die Bevölkerung zusammen aus 88,64 Prozent Weißen, 8,64 Prozent Afroamerikanern, 0,21 Prozent amerikanischen Ureinwohnern, 0,37 Prozent Asiaten, 0,01 Prozent Bewohnern aus dem pazifischen Inselraum und 0,53 Prozent aus anderen ethnischen Gruppen; 1,60 Prozent stammten von zwei oder mehr Ethnien ab. 2,09 Prozent der Bevölkerung waren spanischer oder lateinamerikanischer Abstammung.
Von den 31.727 Haushalten hatten 30,4 Prozent Kinder und Jugendliche unter 18 Jahre, die bei ihnen lebten. 53,7 Prozent waren verheiratete, zusammenlebende Paare, 11,2 Prozent waren allein erziehende Mütter, 31,4 Prozent waren keine Familien, 27,0 Prozent waren Singlehaushalte und in 10,8 Prozent lebten Menschen im Alter von 65 Jahren oder darüber. Die Durchschnittshaushaltsgröße betrug 2,45 und die durchschnittliche Familiengröße lag bei 2,97 Personen.
Auf das gesamte County bezogen setzte sich die Bevölkerung zusammen aus 24,7 Prozent Einwohnern unter 18 Jahren, 7,2 Prozent zwischen 18 und 24 Jahren, 27,0 Prozent zwischen 25 und 44 Jahren, 25,5 Prozent zwischen 45 und 64 Jahren und 15,6 Prozent waren 65 Jahre alt oder darüber. Das Durchschnittsalter betrug 40 Jahre. Auf 100 weibliche Personen kamen 95,0 männliche Personen. Auf 100 Frauen im Alter von 18 Jahren oder darüber kamen statistisch 92,4 Männer.
Das jährliche Durchschnittseinkommen eines Haushalts betrug 42.746 USD, das Durchschnittseinkommen der Familien betrug 51.756 USD. Männer hatten ein Durchschnittseinkommen von 39.249 USD, Frauen 23.697 USD. Das Prokopfeinkommen betrug 21.530 USD. 6,0 Prozent der Familien und 8,3 Prozent der Bevölkerung lebten unterhalb der Armutsgrenze; darunter waren 11,6 Prozent der Kinder oder Jugendliche unter 18 Jahre und 6,8 Prozent der Menschen über 65 Jahre.

## Söhne und Töchter des Countys
- Lester Allan Pelton (1829–1908), amerikanischer Erfinder, geboren in Vermillion Township